# Patrocínio do Muriaé
Patrocínio do Muriaé là một đô thị thuộc bang Minas Gerais, Brasil. Đô thị này có diện tích 108,471 km², dân số năm 2007 là 5319 người, mật độ 49 người/km².